# Pleine-Fougères
Pleine-Fougères är en kommun i departementet Ille-et-Vilaine i regionen Bretagne i nordvästra Frankrike. Kommunen ligger i kantonen Pleine-Fougères som tillhör arrondissementet Saint-Malo. År 2022 hade Pleine-Fougères 1 978 invånare.

## Befolkningsutveckling
Antalet invånare i kommunen Pleine-Fougères
Referens:INSEE